# Dave Johns
Dave Johns (* 1956) ist ein britischer Schauspieler, Komiker und Autor.

## Leben
Johns wuchs im nordenglischen Newcastle upon Tyne auf.
Er arbeitete zunächst als Maurer und wechselte später in eine Backstage-Tätigkeit im Tyne Theater, bevor er in den 1980er Jahren im Bistro des Theaters einen eigenen Comedy Club öffnete. Er wechselte schließlich selbst auf die Bühne und trat seit Anfang der 1990er Jahre selbst als Stand-up-Komiker auf. Seit Mitte der 1990er Jahre übernahm Johns auch sporadisch Rollen in britischen Fernsehproduktionen und am Theater.
Einem größeren Publikum wurde er 2016 mit der titelgebenden Hauptrolle in Ken Loachs Sozialdrama Ich, Daniel Blake bekannt. Es folgten Rollen in Filmen wie Trautmann und Fisherman’s Friends – Vom Kutter in die Charts.

## Filmografie (Auswahl)
- 1995: Mud (Fernsehserie, 1 Episode)
- 1995: New Voices (Fernsehserie, 1 Episode)
- 1997: Rag Nymph (Miniserie, 1 Episode)
- 1998: Harry Hill (Fernsehserie, 3 Episoden)
- 1998: Colour Blind (Miniserie, 1 Episode)
- 2001: Time Gentlemen Please (Fernsehserie, 1 Episode)
- 2006: Cattle Drive (Fernsehserie, 1 Episode)
- 2006: Dogtown (Fernsehserie, 5 Episoden)
- 2007: Annually Retentive (Fernsehserie, 1 Episode)
- 2010: George Gently – Der Unbestechliche (Inspector George Gently, Fernsehserie, 1 Episode)
- 2013: It’s Kevin (Fernsehserie, 1 Episode)
- 2016: Ich, Daniel Blake (I, Daniel Blake)
- 2017: Howay! (Kurzfilm)
- 2017: Me, the Elephant (Kurzfilm)
- 2018: Walk Like a Panther
- 2018: Two Graves
- 2018: Ravers
- 2018: No Offence (Fernsehserie, 1 Episode)
- 2018: Trautmann
- 2019: Fisherman’s Friends – Vom Kutter in die Charts (Fisherman’s Friends)
- 2020: 23 Walks
- 2020: Blithe Spirit
- 2021: I’m Still Ethan (Kurzfilm)
- 2022: Fisherman’s Friends 2 – Eine Brise Leben (Fisherman’s Friends: One and All)